# Fer des marais

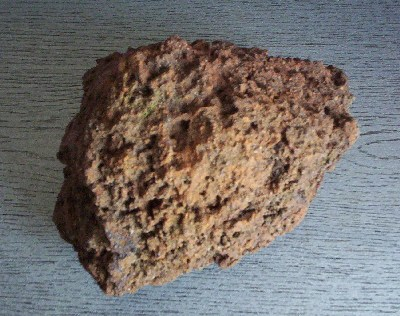
Une concrétion typique de fer des marais.

On appelle fer des marais des concrétions ou des bancs d’alluvions consolidées récentes ou fossiles, caractérisés par leur haute teneur (20 à 45%) en minerai de fer.

## Description
Le fer des marais est fait de fractions sédimentaires cimentées par le minerai de fer du sol. Ces sédiments sont le plus souvent un mélange de sable, d’argile et de silt, parfois aussi de graves, avec dans certaines circonstances présence de substrats organiques (surtout de la tourbe) à la teneur en métaux élevée.
Ces horizons, souvent épais de plus de 0,50 m (et dont le principal constituant est la limonite) peuvent contenir plus de 45 % de minerais, où l'on retrouve, outre le fer et par ordre de teneur décroissante, le manganèse, parfois le phosphore et d’autres éléments chimiques.
Le fer des marais se prête à l'extraction métallurgique, bien que sa teneur en fer soit moindre que celle d'autres roches.

### Désignation

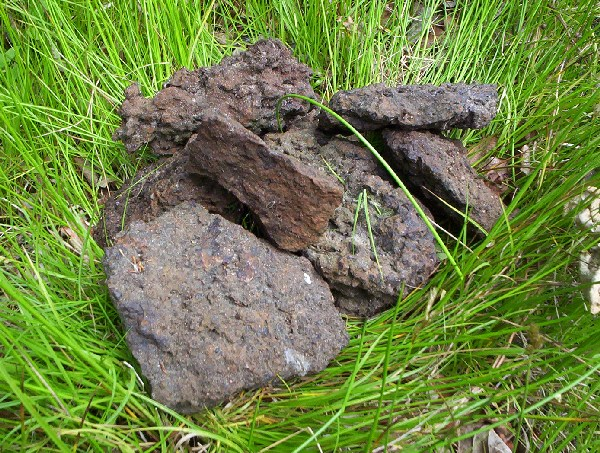
Éclats de fer des marais dans les environs de Żyrardów, en Pologne

Il tire son nom de fer des marais de ce qu'on le trouve dans les alluvions juste sous la flore benthique et qu'on le détache facilement à la bêche et la houe. En Allemagne, les nodules de fer des marais de couleur brun foncé à bleu foncé, que l'on retrouve piégés dans le laitier, sont appelés Brauneisenstein, Sumpfeisenstein, Sumpfraseneisenerz ou simplement Rasenerz ou Sumpferz.
Il ne faut pas confondre le fer des marais avec sa composante minérale essentielle, la Limonite, appelée vulgairement « pierre à grelot ». Les autres confusions se font avec le minerais de fer argileux appelé Sidérite, avec le grès ferrugineux, l’alios et les terres à podzols ainsi que le fer carbonaté présent dans les bancs calcaires. On désigne souvent par « fer terreux » les sols à gley riches en oxydes ferriques, précurseurs possibles du fer des marais.

### Formation

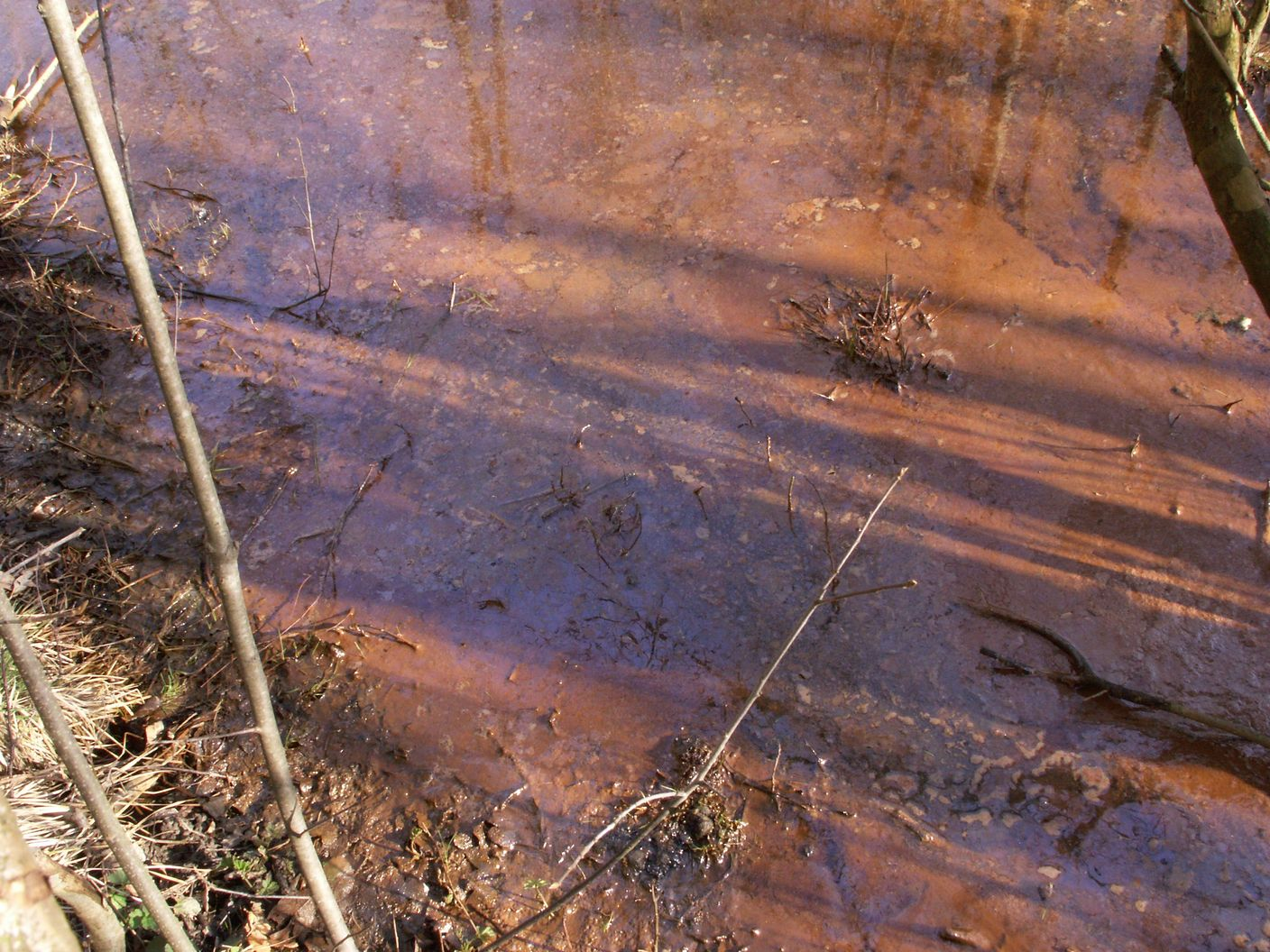
Une mare d'eau ferrugineuse.

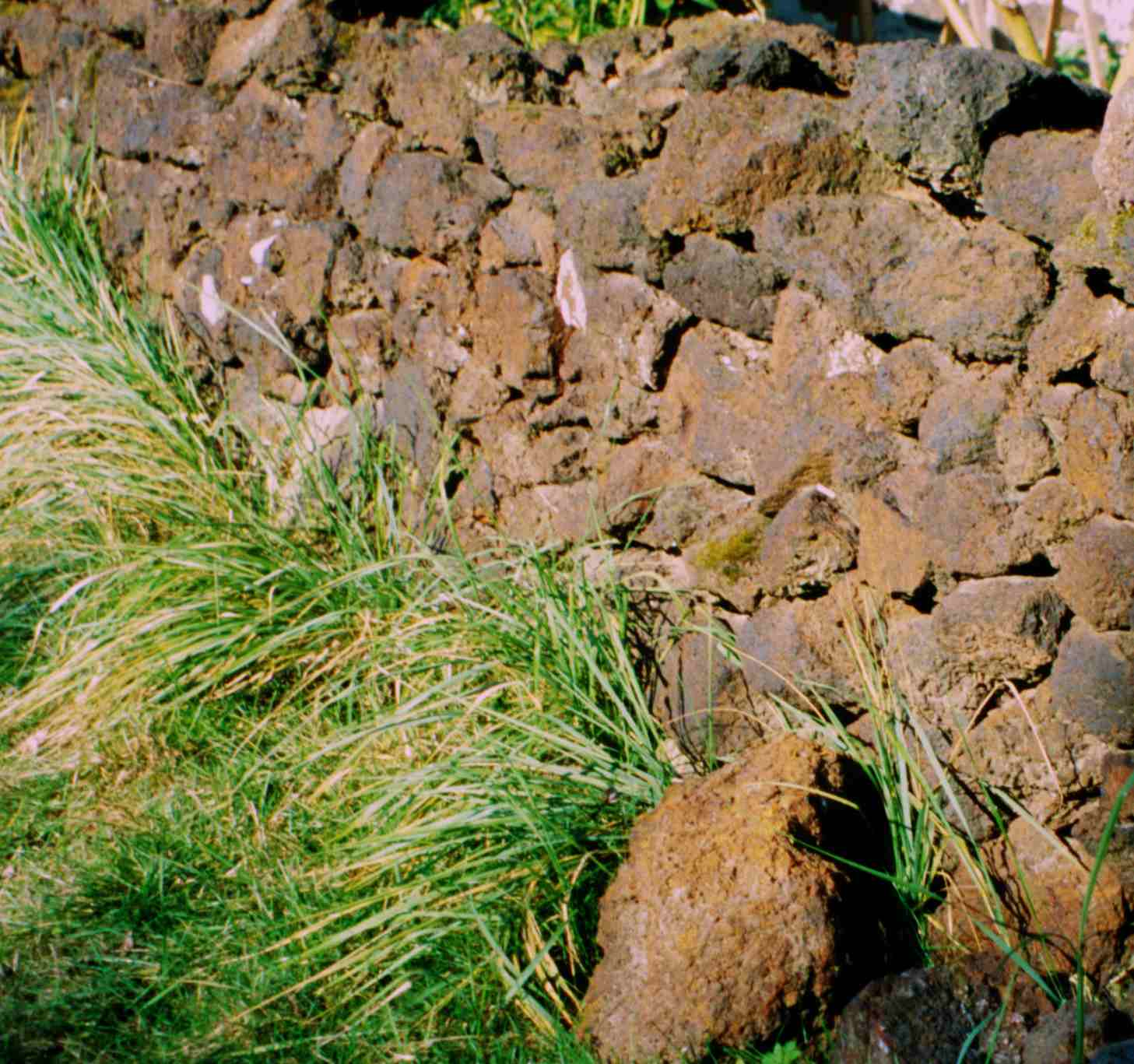
Mur en pierres sèches de fer des marais.

Le fer des marais peut se former de différentes façons. L’oxydoréduction joue toujours le rôle moteur, favorisée parfois par la présence de microorganismes (ferrobactéries chimiolithotrophes de l'espèce Gallionella ferruginea ou Acidithiobacillus ferrooxidans). Dans la zone de marnage de la nappe superficielle, qui contient des sels dissous de fer et de manganèse (le lixiviat ne joue ici qu'un rôle subalterne), les molécules de fer oxydé / hydroxydé et de manganèse précipitent au contact de l’oxygène. Les bancs de fer des marais résultent souvent d'un marnage modéré de la nappe superficielle à condition qu'elle soit riche en fer dissout. Le temps de formation du fer des marais s'étale, selon l'endroit, sur des siècles voire des millénaires.
Le fer des marais se forme aussi très souvent dans la frange d'oxydation Go des gleys. Sur la « Carte pédologique des sols d'Allemagne » (Bodenkundliche Kartieranleitung), ces horizons de go contenant des concrétions de fer brun sont désignées par Gkso, et celles contenant du fer des marais, Gmso. À partir d'une certaine profondeur, la roche, plus fortement consolidée, est présente dans les horizons abrégés en RES. Cette roche peut même se former dans les podzols à Gley et l’Anmoor.
Des bancs rectilignes de fer des marais se sont formés en Allemagne du Nord au cours de l’Holocène, après la dernière glaciation. Ils se sont surtout formés dans les plaines inondables des fleuves, à travers les  sables fins à moyens des résurgences d'eau ferrugineuse. Ces sols, dont la présence de fer des marais empêche la croissance des racines sont généralement impropres à l'agriculture et sont donc généralement aménagés en prairies ou pâtures.
Au Quaternaire, la formation de cette roche n'a pu survenir que lors des périodes interglaciaires, provoquant la fonte des glaciers et la formation de cours d'eau : c'est ainsi par exemple que les sédiments des terrasses fluviales du Rhin, jusqu'au Rhin moyen, donnent un fer des marais particulièrement riche en manganèse. Ils sont souvent combinés à des roches détritiques. Ces concrétions contiennent des fossiles de l'ancienne faune benthique et c'est la raison pour laquelle on ne les trouve pas sur toute l'épaisseur d'un étage, mais uniquement dans la couche superficielle.

## Gisement et protection des ressources
Le fer des marais est surtout présent sous les latitudes tempérées, en particulier dans les bassins  marécageux et les dépressions du relief. Pour l'Europe, ces conditions climatiques et de relief concernent principalement le nord de l’Europe centrale et le sud de l’Europe du Nord. L'archéologie s'intéresse particulièrement à un gisement s'étirant de Hambourg à Flensburg à travers le centre du Schleswig-Holstein. Après la guerre de Trente Ans, la Prusse exploita les gisements du nord du Brandebourg.
À l'occasion de travaux de terrassement, on continue de mettre au jour de nouveaux bancs de fer des marais, parfois fossilifère. La recherche géologique ne s'intéresse pour l'instant qu'à ces derniers.
On croyait autrefois les grands gisements d'Europe centrale épuisés. Il subsiste en fait quelques sites, trop petits pour être exploitables, à la périphérie des anciennes exploitations. Il est maintenant rare d'y trouver des blocs suffisamment gros pour pouvoir y tailler des moëllons en vue de la réparation d'édifice historiques.
L'exploitation de certains de ces sites riches en nodules d'oxydes de fer n'est qu’exceptionnement autorisée en Allemagne (en conséquence de la Loi fédérale sur la protection des sols), à cause de la rareté du minerai ainsi que de son intérêt scientifique et historique, qui en fait une « priorité pour la protection des sols », le plus souvent pour les autorités locales.

## Dans la toponymie
L'abondance et la récolte du fer des marais a (comme pour d'autres minerais de fer) directement inspiré la toponymie de nombreux villages et lieux-dits. En Allemagne, on y retrouve tantôt le préfixe -eisen- : Isernhagen et Iserbrook (isern = ferreux), Eisenhausen, Eisemroth (tous deux en Moyenne-Hesse) et Jerrishoe (vieux saxon jern désignant le fer) tantôt le suffixe -hütten- (allusion aux forges). En Allemagne orientale, où de nombreux toponymes sont d'origine slave, on rencontre le préfixe Rud- (par ex. Berlin-Rudow). Cette influence de la sidérurgie sur la toponymie est toujours active, comme le montre la ville d'Eisenhüttenstadt (Brandebourg) fondée au XXe siècle non loin de la frontière polonaise à côté d'une usine sidérurgique.

## Utilisations

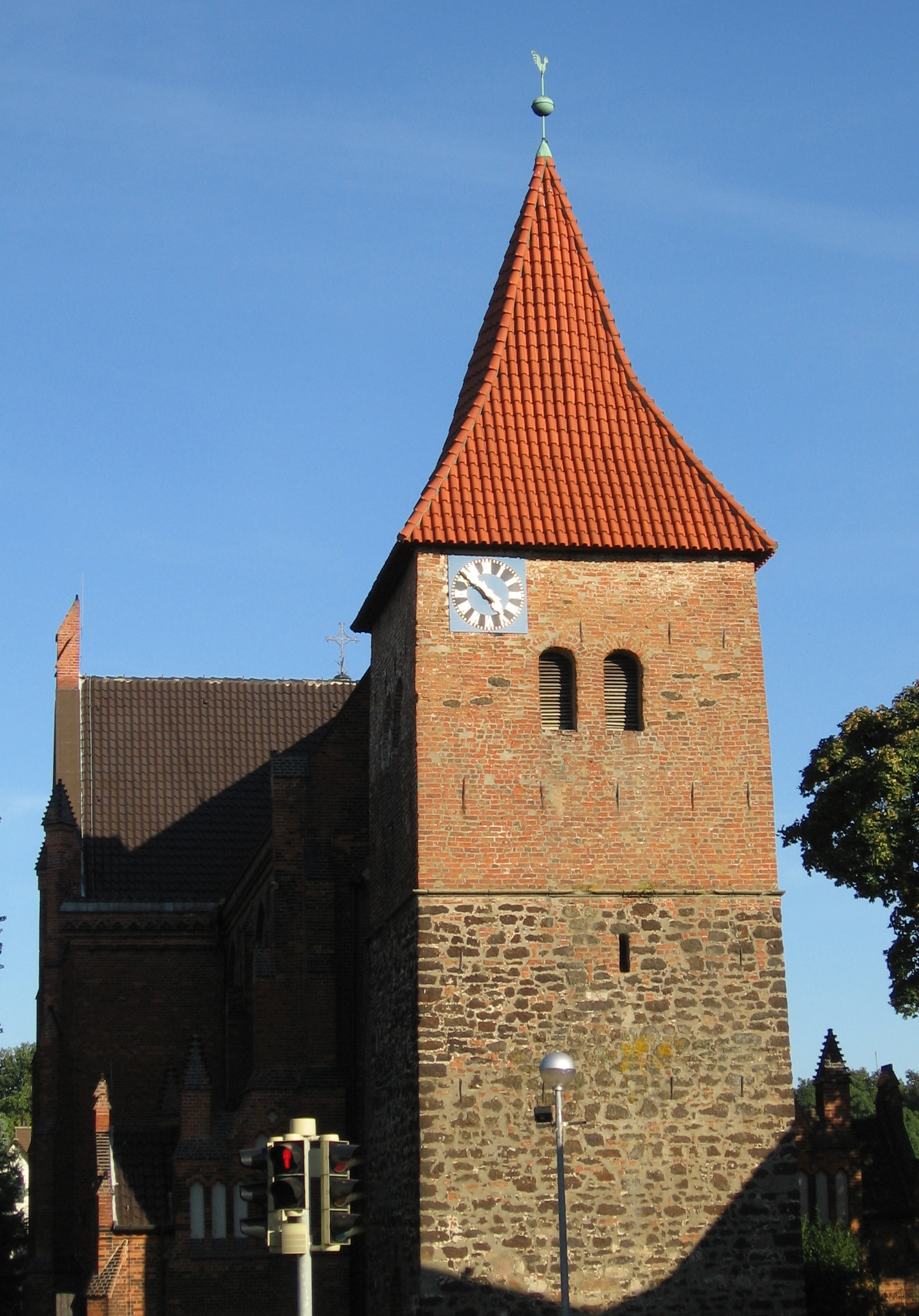
L'église Sainte-Elisabeth de Langenhagen. Les soubassements du clocher sont en fer des marais.

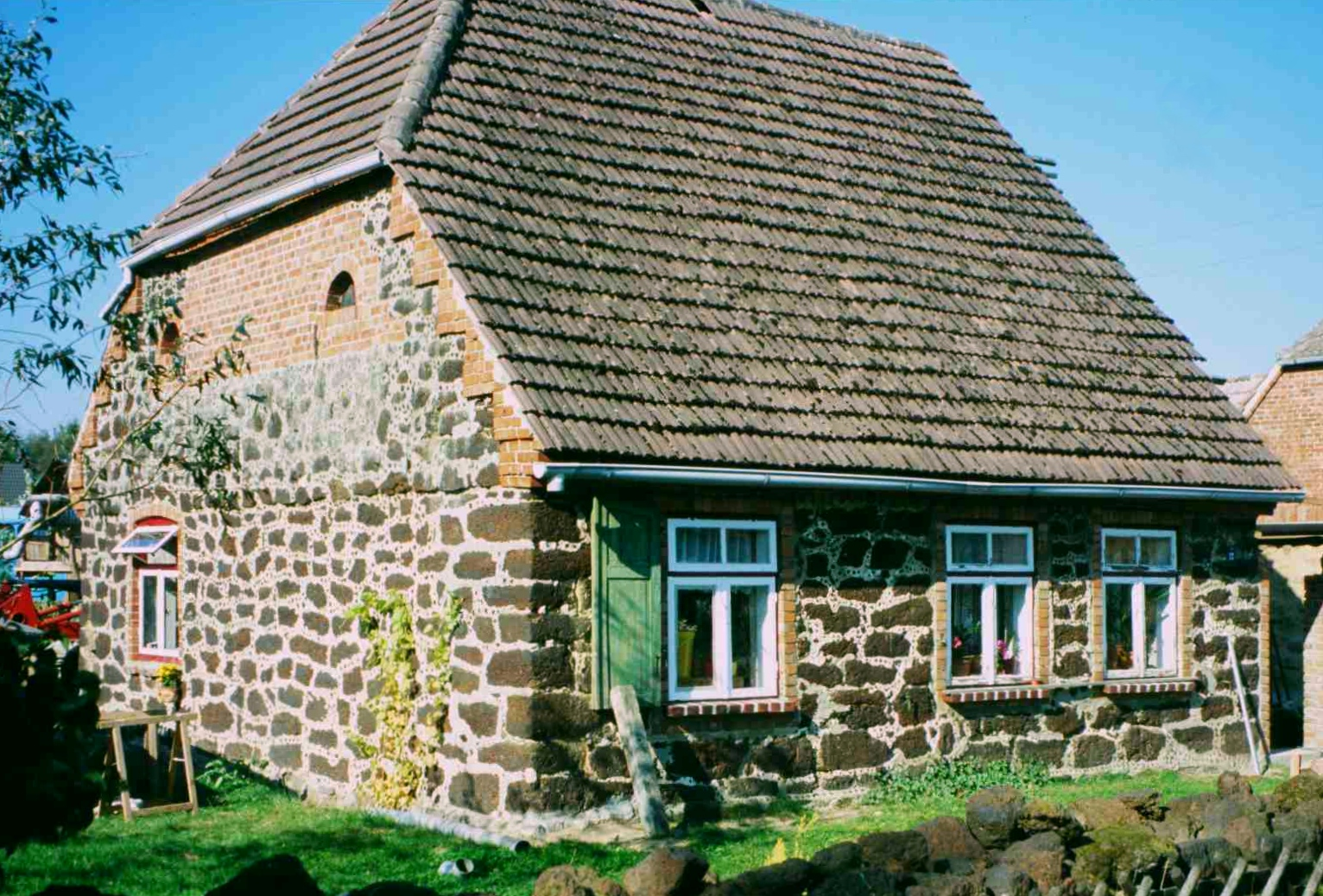
Une maison en fer des marais à Bresegard bei Eldena, dans le Mecklembourg

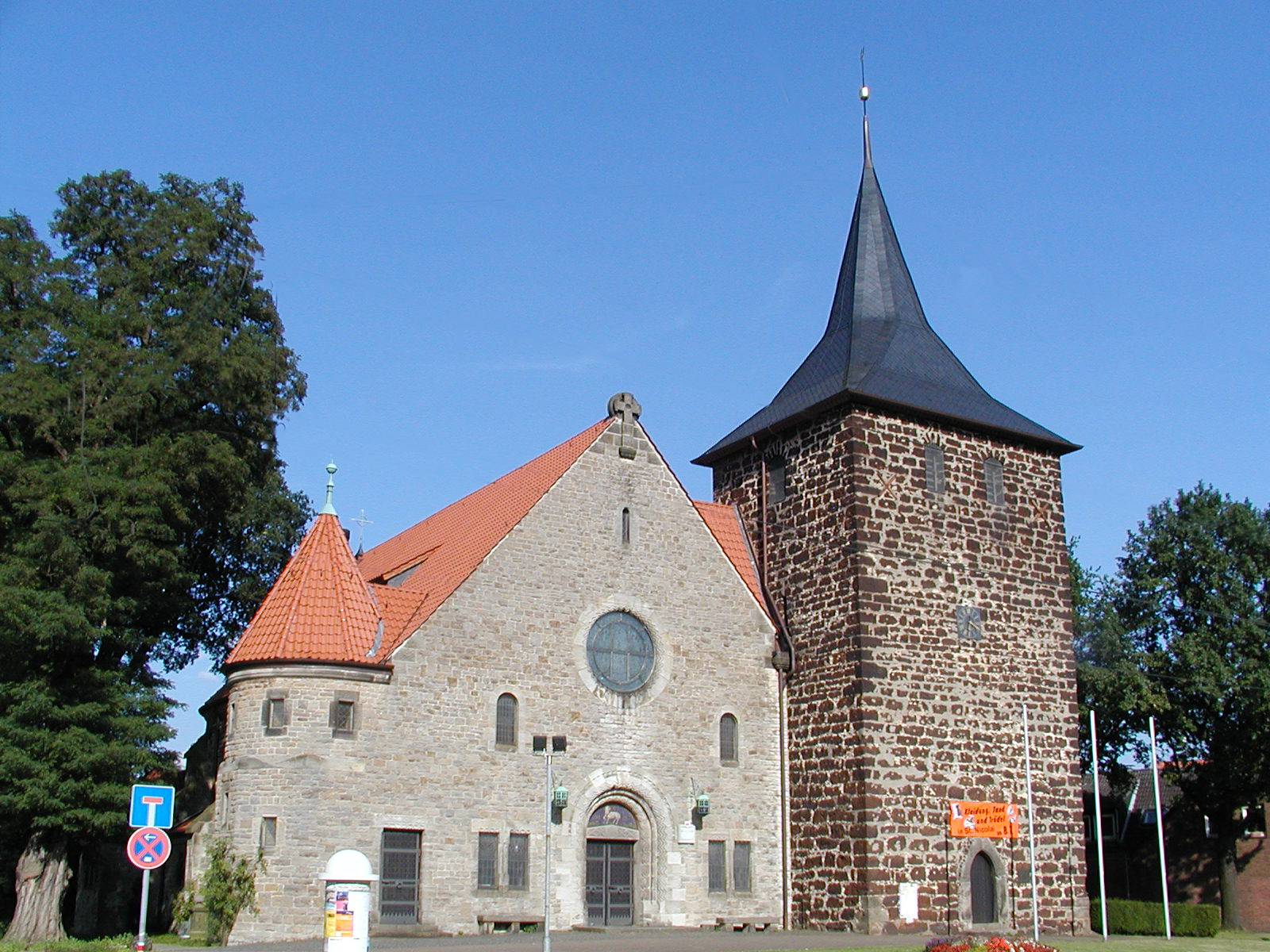
Le clocher du temple luthérien Saint-Nicolas de Bothfeld à Hanovre.

### Extraction du fer
En Europe centrale et en Poméranie, on a exploité un fer des marais d’une teneur de 20–40 % comme minerai de fer dès la Période de Hallstatt et on le raffinait dans des bas fourneaux,,. En Scandinavie le fer des marais est exploité dès le Ve siècle av. J.-C..
Pour le Brandebourg-Prusse, cette roche a joué un rôle industriel important pendant environ un siècle. Le Grand-Électeur donna même ordre de reconstruire les forges de Zehdenick, attestées dès le XVe siècle, entre 1664 et 1666, pour produire des boulets de canon. Le dernier exploitant de ce haut-fourneau aura été la Bank- und Handelshaus Splitgerber & Daum.
Au XIXe siècle, faute d’approvisionnement suffisant, les industriels reprirent l’exploitation des gisements locaux du Rhin inférieur.
L’industrie lourde du bassin de la Ruhr, à la fin de la Seconde Guerre mondiale, a dû remettre en exploitation les gisements locaux de la dépression d'Emscher, comme substitut de minerais plus riches. Cette roche continue d’être exploitée en Europe de l'est et d’autres régions du monde.

### Matériau de construction
Le fer des marais, roche facile à travailler, a depuis longtemps servi de matériau de construction ; toutefois on n’utilise que les blocs à teneur élevée en métal, les autres sont trop friables et trop vulnérables à l’érosion. Cette roche dure et dont les pores favorisent l’isolation thermique a surtout été employée dans les plaines et dépressions d'Europe centrale pauvres en pierre, pour la construction des murs, des fondations et d'édifices collectifs. Les Vikings l’employaient déjà : on l’a retrouvé dans les vestiges de leurs colonies de L'Anse aux Meadows et Pointe Rosée, ou Helluland (entre 989 et 1020), sur la côte de Terre-Neuve.
Exemples :
- Les remparts de la ville brandebourgeoise de Dahme, faits en grande partie de moëllons de cette pierre, et appelés pour cette raison « murs de fer »,
- Les vieilles maisons (Klumphäuser) et églises typiques du Mecklembourg-Poméranie-Occidentale, faites de cette pierre qu’on désigne localement sous le nom de Klump ; entre autres les haras de Redefin et diverses maisons du sud-ouest du Mecklembourg, à Wöbbelin ou Grebs-Niendorf[2],
- Les murs et les clochers à pylônes de l’église de Ludwigslust,
- Les tours du temple luthérien  Saint-Nicolas de Bothfeld, Saint-Osdag à Mandelsloh et à Winsen (Aller) aux confins méridionaux de la lande de Lunebourg,
- La première cathédrale de Verden[12], incendiée.

Le fer des marais, du fait de son aspect rustique, entre dans la composition de quelques édifices du Royaume des jardins de Dessau-Wörlitz, surtout dans le Parc de Wörlitz. Il faut signaler à cet égard les maisons pittoresques du site d’„Eisenhardt“. Le Stein, une maquette du Vésuve, ainsi que les ponceaux et galeries du parc, ont été intentionnellement construits avec ce matériau. En dehors du parc il y a, à Fliederwall entre Vockerode et Wörlitz, l'octroi de „Rauhe Wachhaus“. La façade d'entrée de la grotte artificielle du Nouveau Jardin (Neuer Garten) de Potsdam, inspiré en partie du parc de Wörlitz, est revêtue de ce type de pierre. Plus généralement, ce matériau a, par son aspect, acquis comme la meulière ses lettres de noblesse dans le domaine des arts décoratifs.